# Powerslam

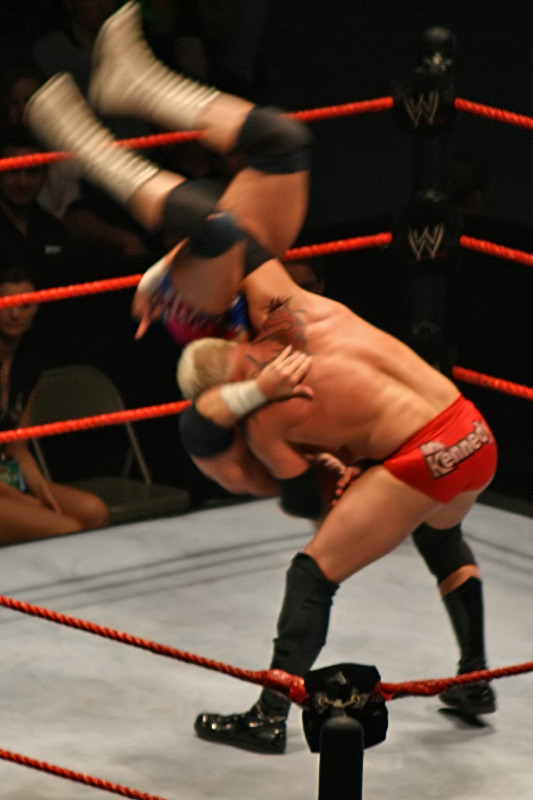
Powerslam (bodyslam) wykonywany przez Mr. Kennedy’ego na Hardcore Hollym.

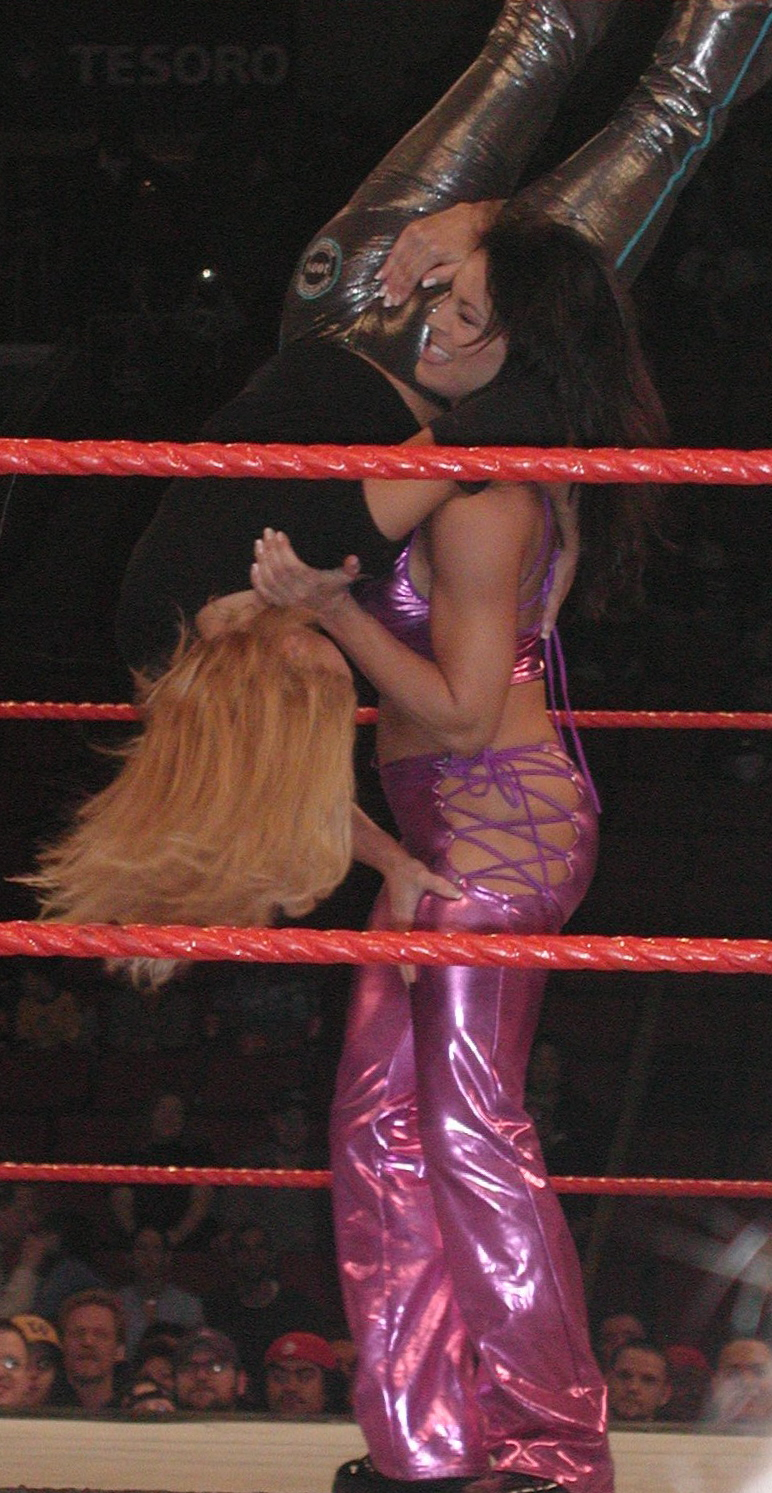
Rzut typu scoop powerslam.

Powerslam (lub bodyslam; pl. potężne trzaśnięcie) – rodzaj obalenia (rzutu) w wrestlingu, polegający na wyniesieniu przeciwnika ku górze i mocnym rzuceniu go na matę lub ring, głównie na plecy, rzadziej na brzuch. Najbardziej znanymi są: Attitude Adjustment (John Cena), World’s Strongest Slam (Mark Henry),  Rock Bottom (The Rock), Winds of Change (Wade Barrett).

## Warianty w wrestlingu

### Emerald Flowsion
Zawodnik unosi przeciwnika głową skierowaną w dół, jednocześnie przytrzymując go obiema rękami na jednym ze swoich ramion, po czym wykonuje rzut obalając oponenta na plecy wraz z efektownym przysiadem na matę ringu. Używali go m.in. Samoa Joe (pod nazwą Island Driver) oraz Tetsuya Naito, który wykonywał ten rzut w połączeniu z hammerlockiem. Za wynalazcę tego obalenia uznaje się Mitsuharu Misawę. Naomichi Marufuji używał manewru w połączeniu z podwójnym underhookiem (double underhook).

### Falling powerslam
Znany również pod nazwami falling slam lub reverse fallaway slam. Zawodnik wykonujący manewr chwyta przeciwnika tak jak do zwykłego rzutu powerslam (za bark i pod krocze kładąc dłoń na części lędźwiowej pleców oponenta), trzymając go w pozycji poprzecznej na wysokości własnego brzucha, po czym upada na własne kolana obalając jednocześnie przeciwnika plecami na matę ringu. Wariant ten spopularyzował Mark Henry wykonując go jako własny finisher pod nazwą World’s Strongest Slam.

### Fireman’s carry powerslam
Wrestler podnosi przeciwnika w pozycji fireman’s carry (przeciwnik zostaje podniesiony na barki wrestlera w pozycji poziomej – jest to pozycja, również z której wykonuje się zapaśniczy rzut o nazwie dżaksarow) po czym podrzuca go lekko do góry i przewraca w powietrzu na bok, po czym oponent ląduje na macie plecami do niej. Manewr spopularyzował John Cena, który wykonywał ten wariant powerslamu pod nazwami FU i Attitude Adjustment. Występuje również w wersji forward fireman’'s carry slam, która odróżnia się tym, że zawodnik zrzuca ze swoich pleców trzymanego przeciwnika w pozycji fireman’s carry, przerzucając go do przodu przez swoją głowę – ten wariant spopularyzował jako własny finisher Wade Barrett pod nazwą Wasteland.

### Front powerslam
Najpopularniejsza odmiana powerslamu, często nazywana po prostu odimiennie „powerslam”. Wrestler unosi przeciwnika głową skierowaną w dół, jednocześnie przytrzymując go obiema rękami na jednym ze swoich ramion, po czym wykonuje raptowny rzut obalając oponenta na plecy. Jako finishera z tego manewru korzystał Braun Strowman. Istnieje również wersja odwrócona rzutu o nazwie Inverted powerslam, w której zawodnik wykonujący chwyta podobnie swojego przeciwnika lecz przerzuca go za siebie, po czym oponent ląduje brzuchem na matę ringu.

### Gorilla press powerslam
Znany również jako military press powerslam lub falling press slam. Rzut polegający na podniesieniu przeciwnika w taki sam sposób jak w manewrze gorilla press drop po czym łapie go za głowę i obala w sposób podobny do zwykłego powerslamu. Istnieje również wersja Gorilla Press sitout powerslam, w którym podczas obalenia wrestler wykonujący rzut dodatkowo robi efektowny przysiad na matę ringu.

### Inverted sitout side powerslam
Zawodnik wykonujący chwyta przeciwnika w pozycji gutwrench podnosi go ku górze umieszczając go na jednym ze swoich ramion, po czym obala oponenta brzuchem do maty ringu, jednocześnie wykonując efektowny przysiad na matę ringu. Yujiro Takahashi wykonywał ten manewr pod nazwą Tokyo Pimps.

### Oklahoma Stampede
Zawodnik wykonujący manewr chwyta przeciwnika tak jak do zwykłego rzutu powerslam (za bark i pod krocze kładąc dłoń na części lędźwiowej pleców oponenta), trzymając go w pozycji poprzecznej na wysokości własnego brzucha, po czym biegnąc rozbija go w takiej pozycji o słupek ringu a następnie obala zwykłym rzutem powerslam na matę ringu. Manewr został wymyślony przez Billa Wattsa, który również nadał mu takie miano (Oklahoma Stampede; pl. oklahomska panika). Rzut spopularyzował natomiast Steve Williams, występując w gimmicku „Dr. Death”.

### Scoop powerslam
Zwykły powerslam wykonywany głównie jako kontra przed nacierającym przeciwnikiem albo jako zwykły rzut powerslam. Zawodnik kontruje atak oponenta szybko chwytając go za bark i pod krocze, kładąc dłoń na części lędźwiowej pleców oponenta i jednocześnie wykonując przerzut powerslam – obala drugiego zawodnika na matę ringu plecami do niej. Manewr tego typu bardzo często wykonywał Randy Orton. Istnieje również odmiana tego rzutu, w której zawodnik chwytając przeciwnika obraca się z nim o 360° po czym obala go w taki sam sposób – ten rodzaj scoop powerslamu wykonywał Jeff Cobb pod nazwą Tour of the Islands.

### Side slam
Znany również pod nazwami ura-nage slam lub wprost jako ura-nage. Wrestler stojąc frontem do przeciwnika chwyta go jedną ręką za szyję, drugą zaś przytrzymuje mu plecy, po czym podnosi go ku górze i obala jedną ręką plecami do maty ringu. Rzut spopularyzował The Rock wykonując go jako własny finisher pod nazwą Rock Bottom. Wersję kneeling side slam (z przyklęknięciem na matę ringu) wykonywał Booker T pod nazwą Book End. Wariant sitout side slam z kolei, wykonywany był przez Matta Hardy’ego pod mianem Side Effect, natomiast Becky Lynch wykonywała wariant pod nazwą Man handle slam, który stanowił wersję z chwytem pumphandle (przeciwnik chwytany jest za rękę, która umieszczona jest pod kroczem przeciwnika). Istnieje również wersja running side slam w której zawodnik wykonujący przed wykonaniem rzutu, nabiera dodatkowo rozpędu wraz z przeciwnikiem po czym obala go na matę w taki sposób.

#### Belly-to-back side slam
Wrestler chwyta przeciwnika jedną ręką pod kolano a drugą obejmuje go zza pleców, po czym podnosi oponenta do góry i obala plecami na matę ringu.

#### Spinning side slam
Znany również pod nazwą scrapbuster. Wrestler chwyta przeciwnika podobnie jak w manewrze belly-to-back side slam po czym wykonuje z nim obrót o 360° (lub kilka takich obrotów) po czym obala oponenta na plecy – manewr ten wykonywał m.in. Baron Corbin pod mianem Deep Six. Istnieje wersja kneeling spinning side slam (z przyklęknięciem na matę ringu), w której zawodnik chwyta przeciwnika obiema rękami za plecy na wysokości łopatek, obraca się z nim o 180° po czym rzuca go na matę ringu w taki sposób aby ten wylądował na plecach – z tego manewru z kolei korzystali Big Boss Man oraz Wade Barrett, który nazwał ten rzut mianem Winds of Change.

#### Standing moonsault side slam

Animacja ukazująca standing moonsault side slam.

Mylnie określany jako moonsault ura-nage slam. Jest tym samym rodzajem obalenia co moonsault slam. Z tego typu powerslamu korzystał m.in. John Morrison, który nazwał go C-4.

#### Swinging side slam
Znany również pod nazwą wind-up slam. Zawodnik chwyta przeciwnika tak samo jak do zwykłego rzutu powerslam (chwytając go za bark i pod krocze, kładąc dłoń na części lędźwiowej pleców oponenta), przy czym zawodnik wykonujący trzyma przeciwnika w takiej pozycji prostopadle przy sobie, po czym obraca go jedną ręką przy sobie i obala go na łopatki. Big Cass wykonywał ten rzut w wariancie sitout swinging side slam pod nazwą East River Crossing.

#### Uranage
Czasem określany jako sambo suplex lub wprost jako side suplex. Zawodnik chwyta jedną ręką przeciwnika za bark przy szyi, lekko unosząc do góry, po czym wraz z nim wykonuje obrót o 180° i upadając na matę ringu, obala oponenta na łopatki.
Nazwa uranage czy ura-nage została zaczerpnięta z obalenia wykonywanego w judo mającego tę samą nazwę, jednak w judo rzut ten wykonywany jest za plecy i w wrestlingu przypomina bardziej suples o nazwie saito suplex.

### Sidewalk slam
Znany również jako side suplex. Zawodnik chwyta przeciwnika jedną ręką pod kolano, drugą zaś pod część lędźwiową pleców, unosząc przeciwnika na wysokość swoich bioder i trzymając go w takiej pozycji, po czym zawodnik wykonuje z tak trzymanym oponentem efektowy przysiad na bok, obalając przeciwnika na łopatki. Manewr ten często wykonywał Kane w odmianie one-handed sidewalk slam (trzymając zawodnika jedną ręką pod częścią lędźwiową pleców).

### Vertical suplex powerslam
Znany również wprost jako suplex powerslam. Zawodnik wykonujący podnosi przeciwnika tak jak do rzutu vertical suplex (trzymając oponenta pionowo głową do dołu i nogami skierowanymi do góry), jednak zamiast przewrotu do tyłu wraz z oponentem – wrestler przerzuca go lekko na bok, obalając na łopatki. Jako finishera, z tego rodzaju obalenia korzystał Bill Goldberg, który nadał mu miano Jackhammer oraz przez okresowo z tego manewru korzystał Mason Ryan podczas występów w WWE NXT. Manewr ten wynalazła japońska wrestlerka Jaguar Yokota w latach osiemdziesiątych.

#### Vertical suplex side slam
Manewr podobny do vertical suplex powerslamu, jednak zawodnik pod wyniesieniu przeciwnika w pozycję vertical suplex przechodzi z nim natychmiastowo do wariantu side slam, gdzie w powietrzu zmienia jego pozycję kładąc rękę na jego bark przy szyi i obalając go na łopatki. Jako finishera używał go Matt Morgan.